# Lijst van beelden in Stede Broec
Dit is een (onvolledige) chronologische lijst van beelden in Stede Broec. Onder een beeld wordt hier verstaan elk driedimensionaal kunstwerk in de openbare ruimte van de Nederlandse gemeente Stede Broec, waarbij beeld wordt gebruikt als verzamelbegrip voor sculpturen, standbeelden, installaties, gedenktekens en overige beeldhouwwerken.
Voor een volledig overzicht van de beschikbare afbeeldingen zie: Beelden in Stede Broec op Wikimedia Commons.
| Geplaatst | Omschrijving                                  | Kunstenaar                            | Straat                                           | Plaats       | Materiaal          | Afbeelding |
| --------- | --------------------------------------------- | ------------------------------------- | ------------------------------------------------ | ------------ | ------------------ | ---------- |
| 1575      | Weeskinderen                                  |                                       | Zesstedenweg                                     | Grootebroek  |                    |            |
| 1917      | Pieter Jong                                   | Jan Bouman                            | P.J. Jongstraat                                  | Lutjebroek   | Kalksteen          |            |
| 1998      | Wandelaar met stok                            | Henk Visch                            | Stationslaan                                     | Bovenkarspel | Brons              |            |
| 2003      | Fluitspeelster                                | Elly van den Broek                    | Sint Elisabethstraat - Zesstedenweg              | Grootebroek  | Brons              |            |
| 2003      | Cheeta in volle ren                           | Evert den Hartog                      | Inlaat                                           | Grootebroek  | Brons              |            |
| 2003      | Beren                                         | Evert den Hartog                      | De Middend                                       | Bovenkarspel | Brons              |            |
| 2005      | Bevrijdingsmonument                           | Truus Menger-Oversteegen              | De Middend                                       | Grootebroek  | Brons              |            |
| 2006      | Zusters, zusters                              | Jet Altenburg, Werkplaats John en Jet | P.J. Jongstraat, voor verzorgingstehuis Nicolaas | Lutjebroek   |                    |            |
| 1998      | De Tulp                                       | Johannes Adrianus Smit                | Rotonde op de Veilingweg                         | Grootebroek  |                    |            |
| 2011      | Power                                         | Martha Waijop                         | Rotonde op de Burgemeester J.N. Stuifbergenlaan  | Grootebroek  | Cortenstaal        |            |
| Onbekend  | Levensfontein                                 | Toni Gerlach                          | Winkelcentrum De Streekhof                       | Grootebroek  | Brons en bakstenen |            |
| Onbekend  | Graf voor hen waarvan alleen God de naam weet |                                       | Zesstedenweg, achter de Johannes de Doper        | Grootebroek  |                    |            |
| Onbekend  | Priestergraf                                  |                                       | Zesstedenweg, achter de Johannes de Doper        | Grootebroek  |                    |            |